# Leopoldo Battistini
Leopoldo Battistini (Jesi, Ancona, 12 de Janeiro de 1865 — Lisboa, 4 de Janeiro de 1936) foi um pintor e ceramista, que declarava ser "professore di disegno ornamentale" quando emigrou de Itália para Portugal em Junho de 1889. Para além do seu trabalho artístico, foi professor do ensino técnico em Coimbra e Lisboa.